# John Feenan
John Feenan, né le 1er juillet 1914 à Newry et mort en 1994 à Gloucester, est un footballeur international irlandais. Il joue dans les années 1930 pour les clubs de Newry Town, Belfast Celtic, Sunderland AFC et Shelbourne FC.
Il est international irlandais à deux reprises avant de devenir au sortir de la Seconde Guerre mondiale entraîneur du club de Shelbourne.

## Sa carrière en club

### Ses jeunes années
John Feenan commence sa carrière de footballeur dans sa ville de Newry avant de s’engager avec le Belfast Celtic Football Club en 1932. Son transfert se fait conjointement avec celui de Tommy Breen. Il participe au retour au premier plan du club catholique de Belfast remportant 2 titres de champion d’Irlande en 1933 et 1936.

### À Sunderland
John Feenan est transféré au Sunderland Association Football Club qui évolue dans le championnat anglais et qui vient en 1936 d’être sacré champion d’Angleterre. Il fait ses débuts pour son nouveau club le 19 septembre 1936 au cours d’une victoire 4-1 contre le Brentford Football Club. Il dispute au total 28 matchs de championnat et un match de coupe d’Angleterre. Son dernier match à Sunderland est celui contre les Wolverhampton Wanderers le 6 mai 1939.

### À Shelbourne
Après Sunderland, John Feenan retourne en Irlande et signe un contrat avec le club dublinois du Shelbourne Football Club jusqu’en 1942 date à laquelle il en devient l’entraîneur.

## Sa carrière en équipe nationale
En 1937, alors que John Feenan joue sous les couleurs de l’équipe anglaise de Sunderland, il est sélectionné à deux reprises en équipe de république d'Irlande de football. En mai, l’équipe d'Irlande est en tournée en Europe avec une équipe qui compte dans ses rangs trois nord-irlandais, Feenan donc mais aussi Jackie Brown et Davy Jordan. Feenan fait ses débuts internationaux le 17 mai 1937 lors d’une victoire 1 but à 0 contre la Suisse. Une semaine plus tard, le 23 mai, il dispute la défaite 2-0 contre la France. Ce sont les deux seules sélections internationales de Feenan,.
Le 28 avril 1940, John Feenan joue un match amical opposant le League of Ireland XI à son homologue le Scottish League XI, deux équipes composées exclusivement de footballeurs jouant dans les championnats irlandais et écossais. Ce match disputé à Dalymount Park se solde par une victoire écossaise sur le score de 3-2.